# Hesthesis vigilans
Hesthesis vigilans là một loài bọ cánh cứng trong họ Cerambycidae.